# Músculs intercostals
Els músculs intercostals (musculi intercostales) són un conjunt de músculs en forma laminar que ocupen els espais compresos entre dues costelles veïnes. Aquests músculs són molt importants dins del grup dels músculs toràcics (musculi thoracis) que intervenen en el procés fisiològic de la respiració. Se situen en la part anterior i lateral del tòrax i la seva funció és actuar en els moviments respiratoris. Cada múscul s'insereix en els llavis corresponents de les vores de les costelles.

## Tipus d'interscostals
Per a cada espai intercostal es descriu un grup de músculs: músculs intercostals externs, músculs intercostals interns i músculs intercostals mitjans. Cada pla mostra diferències en la longitud i la direcció de les fibres.
- Els músculs intercostals externs són el més superficial i s'estenen en tota la circumferència de la paret entre les respectives vores de les costelles. Les seves fibres s'orienten obliquament cap avall i lateralment a la paret posterior de tòrax i cap avall i medial a la paret anterior. Cada múscul s'estén entre els tubercles costals fins a la unió costocondral a nivell de la qual donen origen a la membrana intercostal externa que es perllonga fins a l'estern.

- Els músculs intercostals interns s'estenen des de l'estern fins a l'angle costal on es continuen amb la membrana intercostal interna. Les seves fibres presenten una orientació obliqua cap avall i lateralment per davant i cap avall i medialment per darrere.

- Els músculs intercostals mitjans són el més profunds i s'estenen des de l'angle costal fins a sis centímetres de la vora lateral de l'estern. Les seves fibres tenen la mateixa direcció que la dels intercostals interns.